# Andros (Power Rangers)
Andros  é um personagem fictício da franquia Power Rangers, apresentado pela primeira vez em Power Rangers in Space (1998), sendo retratado por Christopher Khayman Lee. Ele é um humano da colônia espacial KO-35 e possui telecinesia. Quando os Turbo Rangers deixaram a Terra depois que seu Centro de Comando foi destruído, Andros os encontrou e (depois de convencê-los) deu a eles os outros quatro Astro Morfadores, se tornando o líder da equipe.
Como Ranger Vermelho Espacial, seu ator de traje na filmagem Super Sentai de Megaranger foi Kazutoshi Yokoyama (横山 一敏) e seu substituto foi Hirofumi Fukuzawa (福沢 博文). Seu ator de traje nas filmagens dos EUA foi Hiroshi Maeda (前田 浩) e seu substituto foi Takahiro Honma (本間 崇寛). Em "Forever Red" (2002), seu ator de traje foi Danny Wayne Stallcup. Seus dublês são Tadahiro Nakamura (中村忠弘), Yoshio Iizuka (飯塚吉夫) e Tomohiko Akiyama (秋山 智彦) em "Forever Red".

## História

### In Space
Quando Andros era criança, sua irmã, Karone, foi sequestrada por Darkonda. Andros estabeleceu como objetivo encontrar sua irmã. Como um adolescente em KO-35, Andros e seu melhor amigo Zhane juntaram-se ao exército de KO-35 na esperança de um dia se tornarem Power Rangers.
Mais tarde, sendo escolhidos pelo grande sábio Zordon, Andros e Zhane se tornaram os primeiros Rangers espaciais das galáxias, eles receberam uma nave espacial como centro de comando, a Astro Mega Nave e quatro outros Astro Morfadores para escolher 4 outros Rangers. Depois de se tornar o Ranger Espacial Vermelho, ele e Zhane, o Ranger Espacial Prata, se uniram para defender a galáxia, a pedido do sábio Zordon.
Quando Espectro Negro atacou KO-35 com seu exército, Andros e Zhane lutaram contra o exército, mas eles eram implacáveis e numerosos. Andros decidiu atacar um dos monstros do Espectro Negro, mas ele foi derrubado, no entanto, antes que pudesse ser derrotado, Zhane interveio e levou o golpe no lugar de Andros, deixando-o gravemente ferido. Andros então manteve Zhane vivo congelando-o em um tubo criogênico dentro do Astro Mega Nave, esperando que isso o curasse, embora ele não soubesse quanto tempo isso levaria.
Dois anos após o acidente de Zhane e depois que seu mentor Zordon foi capturado por Espectro Negro, Andros foi disfarçado para o Planeta Cimério e participou de uma reunião da Aliança Unida do Mal. Quando Astronema sugere que ele é um espião durante a reunião, Andros começa uma luta, com Goldar removendo sua capa e revelando seu traje de Ranger para o resto dos vilões, Espectro Noegro exige sua captura, pois ele tinha ouvido tudo durante a reunião. Antes que ele possa ser parado, Andros chama seu Planador Galáctico para escapar. Rita e Divatox competem para ver quem será enviada para capturá-lo, mas Espectro Negro escolhe Astronema. Ela recebe a Fortaleza Negra, uma poderosa nave espacial, e é enviada para capturá-lo.
Depois que os Turbo Rangers Theodore Johnson, Carlos Vallerte, Ashley Hammond e Cassie Chan deixaram a Terra após a Câmara do Poder e seus poderes terem sido destruídos, eles acidentalmente embarcam no Mega Nave. Andros os encontrou, primeiro confundindo-os com intrusos, embora ele consertasse o circuito de voz de Alfa 6, permitindo que ele falasse novamente com uma voz mais parecida com a de Alfa 5. Depois de algum convencimento, ele deu a eles os outros quatro Astro Morfadores para se tornarem os Rangers Espaciais. Em sua primeira batalha, Andros e os outros conseguiram formar o Astro Megazord. Andros se tornou o líder da equipe e sua missão passou a ser encontrar Zordon que está desaparecido e proteger a Terra de Astronema.

#### Sobrevivência de Zhane
Andros e os outros Rangers estão coletando amostras de plantas nativas em um planeta onde pousaram, mas são atacados pelos nativos que existem no planeta. Os alienígenas danificam a Mega Nave enquanto escapam nela, fazendo-a quase falhar, mas felizmente os Rangers foram capazes de consertá-la temporariamente. Depois que os reparos internos foram feitos, os outros Rangers encontram o tubo criogênico onde Zhane foi mantido. Andros explica à equipe quem era Zhane e por que ele está congelado.
Mais tarde, um ovo choca dentro da Mega Nave e se transforma em um monstro, depois de selá-lo para longe da nave, ele causa mais danos externos, fazendo com que eles caiam de volta em Kadix. Andros e os outros começam a lutar contra o nativo Kadix e também contra o monstro. Durante a luta, há um mau funcionamento na câmara de cura, fazendo com que o tubo criogênico que contém Zhane pare de funcionar. Andros cai de joelhos em agonia quando uma linha reta é ouvida na câmara de cura de Zhane. Zangado e cheio de raiva, ele vai direto para a batalha com o dobro de velocidade, energia e agressão. Enquanto os outros Rangers estão sendo espancados por este monstro, a linha reta de Zhane para e um batimento cardíaco saudável é detectado.
Zhane acorda, se livra dos nativos e destrói o monstro que estava espancando os outros Rangers, para surpresa de Andros. Quando o monstro Kadix fica grande, Zhane fica surpreso que a Astro Mega Nave pode se transformar em um Zord, e fica maravilhado quando vê o Delta Megaship sendo usado e pilotado. Andros então apresenta Zhane aos outros Rangers e expressa alívio por ele estar vivo e bem.

#### Aventuras posteriores
Ele conseguiu fazer com que Karone mude sua lealdade, mas ela foi capturada novamente e sofreu uma lavagem cerebral. Na batalha final, Andros se esgueirou a bordo da Fortaleza Negra na esperança de reverter Astronema para Karone, e acaba descobrindo que Zordon foi mantido em cativeiro. Astronema o ataca, mas sua explosão acidentalmente ricocheteia do sabre espiral e atinge ela, matando-a. Por insistência de Zordon, e muita hesitação, Andros quebrou o tubo de energia de Zordon, o que o destruiu e liberou uma onda de energia que destruiu o exército que atacava o universo. Este ato também libertou Astronema de sua lavagem cerebral, e ele se reuniu com sua irmã novamente. Na cena final, Andros finalmente escolheu retornar com seus companheiros Rangers para viver na Terra, e não ficar em seu mundo natal.

### Lost Galaxy
Andros trabalhou no rastreamento dos cards que continham os Psycho Rangers. Ele os rastreou até a Terra Ventura, onde foram devolvidos às suas formas originais. Ele salvou Leo do Psycho Vermelho, enquanto Alfa 6 enviou um sinal de socorro para os outros quatro Rangers Espaciais. Uma vez lá, todos se uniram para destruir os Psycho Rangers. Ele lutou contra o Psycho Verde ao lado de Leo Corbett, o Ranger Galáctico Vermelho.

### Wild Force
Andros então começou a rastrear os restos do Império da Máquina e da Serpentera. Ele coordena com Tommy Oliver para recrutar outros oito Rangers Vermelhos para parar as Máquinas. Ele traz consigo o Alpha 7, uma versão reconstruída de Alpha 5 e um novo Megaship (a Astro Mega Nave 2), embora não se saiba se esta nave pode se transformar em um Astro Megazord e se Alpha 6 ainda está em Mirinoi com os Rangers Galácticos. Ele e os outros nove Rangers Vermelhos destroem Serpentera e os Generais do Império das Máquinas. Andros se juntou a Carter Grayson para derrotar o General conhecido como Steelon.

### Julgamento de Astronema
Sua irmã Karone é finalmente levada a julgamento diante de uma multidão de raças alienígenas para enfrentar as consequências de seus antigos crimes como Astronema. Quando o promotor pergunta como Karone gostaria de pleitear, Andros, assim como Maya e Leo interrompem a audiência para pleitear em seu nome. Andros traz à tona o sequestro de sua irmã contra a vontade dela como uma resposta, mas um juiz rejeita isso, pois acredita que os famosos "heróis" conhecidos como Power Rangers mentiram sobre a "morte" de Astonema e estão abrigando uma criminosa fugitiva.
Isso leva a uma acusação selvagem pelo juiz de que potencialmente outros criminosos estão escondidos sob sua custódia. Andros rejeita a acusação e diz ao tribunal que Astronema morreu na batalha final e que sua irmã é inocente. Percebendo que Karone foi levada contra sua vontade e não tem defesa legal, os três Rangers decidem atuar como testemunhas de defesa e representantes legais da defesa.
Quando diferentes raças alienígenas começam a dar seu testemunho como vítimas de Astronema, Andros diz ao tribunal que Karone foi levada quando criança, vendida como escrava e posteriormente submetida a uma lavagem cerebral para se tornar o mal para servir ao Espectro Negro. Dizendo que ela não tinha controle sobre suas ações e era apenas uma garota inocente transformada pelo mal em uma pessoa diferente e que a tinham libertado daquela influência maligna. Depois que as provas são apresentadas contra Karone, o promotor pede um recesso e que o júri delibere sobre um veredicto. Em uma área de espera, Andros e Leo pensam que alguma força maligna está armando para Karone, mas isso a irrita, pois ela sabe que é culpada e tentar arranjar desculpas por seus crimes é patético.
O recesso termina e o juiz principal diz que o peso dos atos de tirania e crueldade de Karone são muito grandes para aliviar a decisão do júri. Antes que o juiz possa proclamar o veredicto, Astronema aparece enquanto Karone está no tribunal, com Andros alegando que a onda Z na batalha final dividiu Karone e Astronema em dois seres separados e a metade malvada é responsável por todos os crimes e, portanto, sua irmã é inocente. A multidão em pânico entra em um frenesi assassino e Astronema os enfrenta enquanto os Rangers fogem para a Astro Mega Nave juntamnete com Karone.
Ao saírem, eles veem Astronema morrer na tela de visão pelas mãos de uma equipe de segurança e ser vaporizada. Andros explica que ele usou um programa de holograma para criar uma Astonema "real" para que as pessoas tenham sua justiça e Karone possa ter sua liberdade. Andros é então golpeado por sua irmã em uma raiva furiosa por tirar sua escolha de aceitar sua punição por toda a dor que ela causou. Andros acha que ela é louca, pois aquelas pessoas a teriam matado e não era justo que eles a punissem pelo que Astronema fez. Um desolado Andros é então escoltado para fora das portas da baía por Leo e o ônibus sai da Astro Mega Nave.

### The Psycho Path
Algum tempo depois do julgamento, Karone disse a Andros que queria ficar sozinha e o deixou para se reconciliar com seu passado, ela voltou para KO-35 embora Andros não soubesse disso. Andros aprende com Zhane que os Psycho Rangers retornaram junto com um novo membro e eles saíram com Karone depois que ela foi voluntariamente com eles. Andros acredita que ela escolheu ir com os Psychos para proteger as pessoas de KO-35, mas depois começa a se perguntar se ela desistiu depois de tentar enfrentar uma vida de destruição e vilania. Ashley diz que eles vão patrulhar com o resto da equipe, mas Andros diz a ela que enquanto eles fizerem isso, ele irá procurar por sua irmã sozinho.
Andros e Zhane visitam KO-35 para ver o estado do planeta, vendo a destruição que o Psychos causaram, bem como os restos de sua casa de infância. Zhane percebe que após a luta em KO-35, os Psychos não deixaram nenhuma prova de destruição. Andros começou a manter um registro de sua missão atual para manter sua busca organizada, procurando por sua irmã nas antigas instalações de Espectro Negro por um mês inteiro, acreditando que os Psychos estavam se comportando de forma muito estranha devido ao seu impacto mínimo, mas ele sabe que eles estão procurando o laboratório de armas secretas do Espectro Negro e espera encontrá-lo primeiro.
Assim que encontrou a nave-mãe Psycho, Andros transferiu as coordenadas para sua equipe, se transformou e foi resgatar sua irmã sozinho, apesar dos apelos de Alfa. Andros começa a atacar Trek, que chama o resto dos Psychos, e encontra Karone, depois que os dois escapam, Karone conta a Andros tudo o que ela realizou na tentativa de reformar os cinco Psycho Rangers principais, mas Andros não acredita que eles merecem redenção depois do que eles fizeram.
Após uma discussão, Andros concordou em ajudar Karone assim que sua equipe começou a atacar a nave-mãe, os dois irmãos foram para o laboratório secreto do Psycho Verde, mas Andros revelou posteriormente que queria destruir os cartões de dados para garantir que os Psychos nunca retornassem. Karone então atacou Andros até ficar inconsciente. Karone trouxe Andros para sua equipe após derrotar Trek e deixar os Psychos irem, após a luta Andros mentiu para sua equipe sobre o destino dos Psychos, mas depois disse a Karone que se sentia traído por ela devido a tudo o que ela fez.

### Dino Thunder
Andros foi destaque em uma crônica da história do Power Ranger compilada por Tommy Oliver logo após ele formar os Dino Rangers, que foi encontrado pela equipe no Laboratório Dino.

### Super Megaforce
Andros voltou com seus companheiros Rangers Espaciais como parte da legião dos Rangers Lendários que ajudou os Mega Rangers a lutar contra a Armada.

## Personalidade
O Power Ranger Vermelho nasceu em uma galáxia distante na Estação Espacial KO-35. Ele se dedica a defender a galáxia do mal e encontrar sua irmã há muito tempo perdida. Andros é incrivelmente leal, comprometido, engenhoso, disciplinado e independente. Ele comandou a Mega Nave sozinho desde que seu melhor amigo, Zhane, o Ranger de Prata, foi gravemente ferido. Quando seu verdadeiro relacionamento com Astronema for revelado, ele lutará com seu passado e problemas familiares dolorosos virão à tona.
Andros é um solitário insociável, preferindo fazer as coisas sozinho. Seu tempo sozinho no espaço, sua perda por sua irmã e seus pais, e sua dificuldade em entender a cultura da Terra o afastaram de outras pessoas e podem levá-lo a situações difíceis devido à sua incapacidade de distinguir as pessoas boas das más. Apesar de aceitar a ajuda de outras pessoas, às vezes ele pode se ressentir da necessidade de fazê-lo. Com o tempo, depois de fazer parte de uma equipe com seus companheiros Rangers Espaciais, ele se tornou mais sociável e aprendeu a confiar em seus amigos em situações difíceis. A única coisa em que ele trabalha sozinho depois é espionagem e reconhecimento, algo em que só ele é hábil.
Apesar dessas falhas potenciais, Andros é um herói corajoso e de bom coração que, na maioria das vezes, coloca as necessidades das outras pessoas antes das suas. Ele está sempre disposto a sacrificar sua vida para salvar milhões de pessoas das forças do mal.

## Poderes
- Telecinesia: Andros costuma mover objetos com a mente, assim como seu amigo Zhane.
- Mascaramento de voz: é revelado que Andros é capaz de disfarçar sua voz quando ele coletou informações sobre o paradeiro de Karone, agora conhecido como Astronema, após saber que Darkonda a sequestrou.

### Habilidades
- Combate corpo a corpo: Andros é muito habilidoso no combate corpo a corpo como um ranger. Na época de Lost Galaxy, suas habilidades de combate corpo a corpo haviam melhorado a ponto de ele poder lutar contra Psycho Vermelho desarmado, enquanto o último tinha sua Psycho Sword, mesmo que por alguns segundos.
- Espionagem: Andros é o espião mais habilidoso da história dos Power Rangers, tendo sido capaz de se infiltrar em lugares que não acolhiam um Ranger em pelo menos três ocasiões distintas, geralmente vestindo uma capa com capuz carmesim escuro. O último exemplo disso, ele passou anos perseguindo um inimigo, que não fazia a mínima ideia que ele o estava espionando.
- Reconhecimento: Decorrente de suas habilidades de espionagem, Andros é capaz de espionar inimigos de longe ou de perto sem ser pego até obter uma quantidade razoável de informações.

## Em outras mídias
- Andros como Ranger Espacial Vermalho, aparece no videogame Power Rangers Key Scanner, entre várias outras equipes de Rangers.
- Andros como o Ranger Espacial Vermalho, é um personagem jogável em Power Rangers Legacy Wars, ele é um personagem Raro (Líder), Raro (Assistente), também representa Rangers Espaciais, ao lado de T.J, Cassie e Zhane.